# Slobodan Gordić
Slobodan Gordic, en serbio:  Слободaн Гордић, fue un jugador de baloncesto serbio, que ocupaba la posición de escolta. Nació el 28 de septiembre de 1937, en Cacak, RFS Yugoslavia. Consiguió 4 medallas en competiciones internacionales con Yugoslavia.